# Ptilogyna minima
Ptilogyna minima är en tvåvingeart som beskrevs av Alexander 1922. Ptilogyna minima ingår i släktet Ptilogyna och familjen storharkrankar. Inga underarter finns listade i Catalogue of Life.